# Korsvik
Korsvik ist ein Tettsted in der norwegischen Kommune Kristiansand in der Provinz (Fylke) Agder. Korsvik hat 19.589 Einwohner (Stand: 1. Januar 2024).

## Geografie und Einwohner
Korsvik ist ein sogenannter Tettsted, also eine Ansiedlung, die für statistische Zwecke als eine städtische Siedlung gewertet wird. Erstmals als eigener Tettsted gewertet wurde Korsvik in der Statistik des Statistisk sentralbyrå (SSB) für das Jahr 2013. In der Statistik für das Jahr 2012 war das Gebiet noch Teil des Tettsteds Kristiansand und damit des Stadtgebiets von Kristiansand. Im Jahr 2013 wurde Korsvik mit 15.893 Einwohnern auf einer Fläche von 7,03 km² geführt.
Korsvik liegt östlich des Tettsteds Kristiansand in der Kommune Kristiansand. Zwischen dem Tettsted Kristiansand und dem Tettsted Korsvik schneidet sich der Topdalsfjord Richtung Norden in das Land ein. Etwas weiter östlich des Fjords schert sich der Korsvikfjord nach Korsvik ein.

## Verkehr
Durch Korsvik verläuft in Ost-West-Richtung die Europastraße 18 (E18). Diese führt über das Straßenbrückensystem Varoddbrua über den Topdalsfjord in die Stadt Kristiansand. Im Jahr 1956 wurde eine Hängebrücke mit einer Länge von 618 Metern eröffnet. Im Jahr 1994 folgte die parallel dazu verlaufende zweite Brücke. Sie hat eine Länge von 663 Metern. Im Jahr 2017 wurde damit begonnen, die alte Brücke aus dem Jahr 1956 zu ersetzen. Der Neubau wurde im Juni 2021 von Verkehrsminister Knut Arild Hareide offiziell eröffnet. Die alte Brücke wurde in der Folge abgerissen. Etwas nördlich von Korsvik liegt der Flughafen Kristiansand.

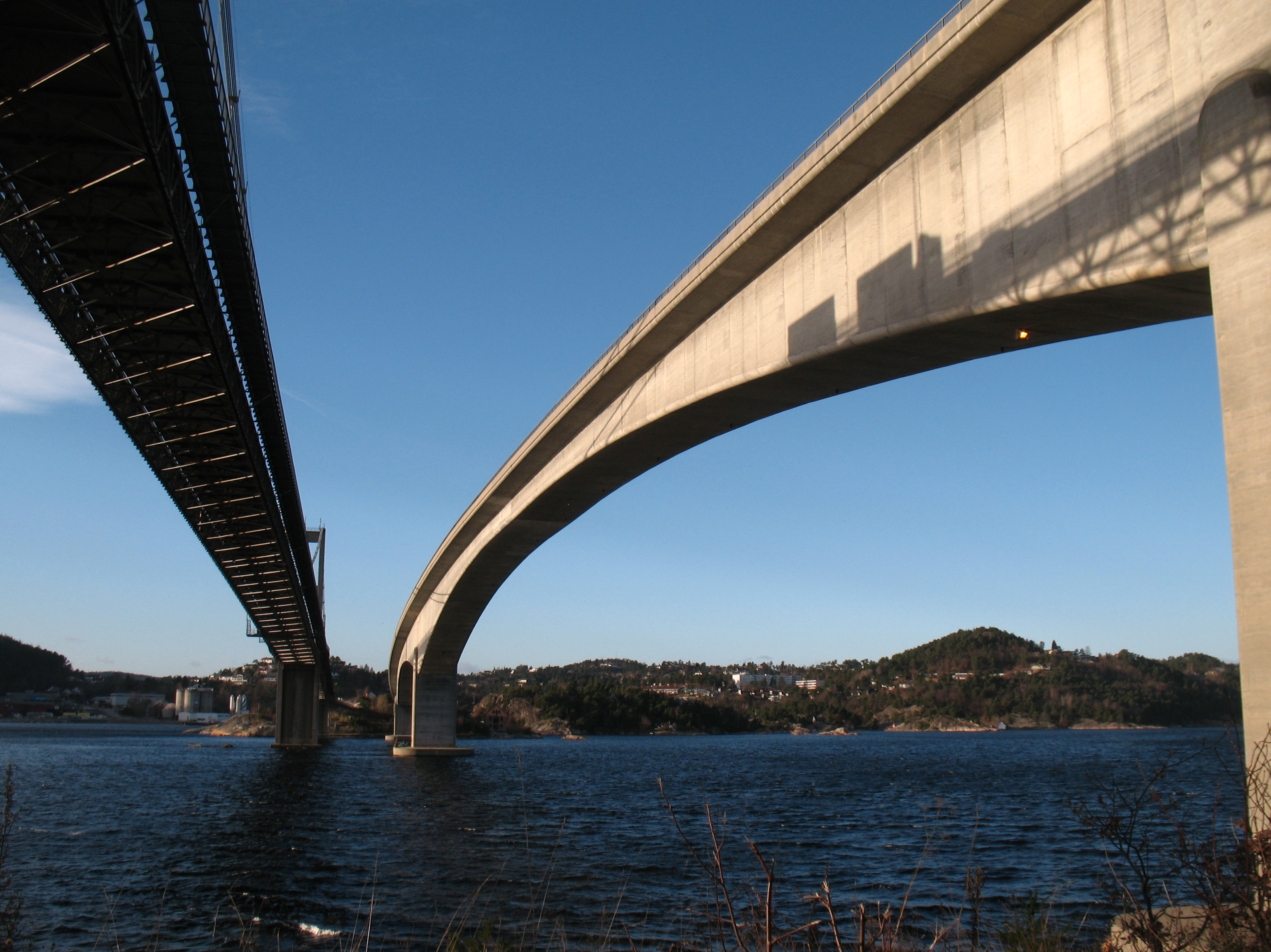
Die neue und die mittlerweile ersetzte alte Brücke (2013)
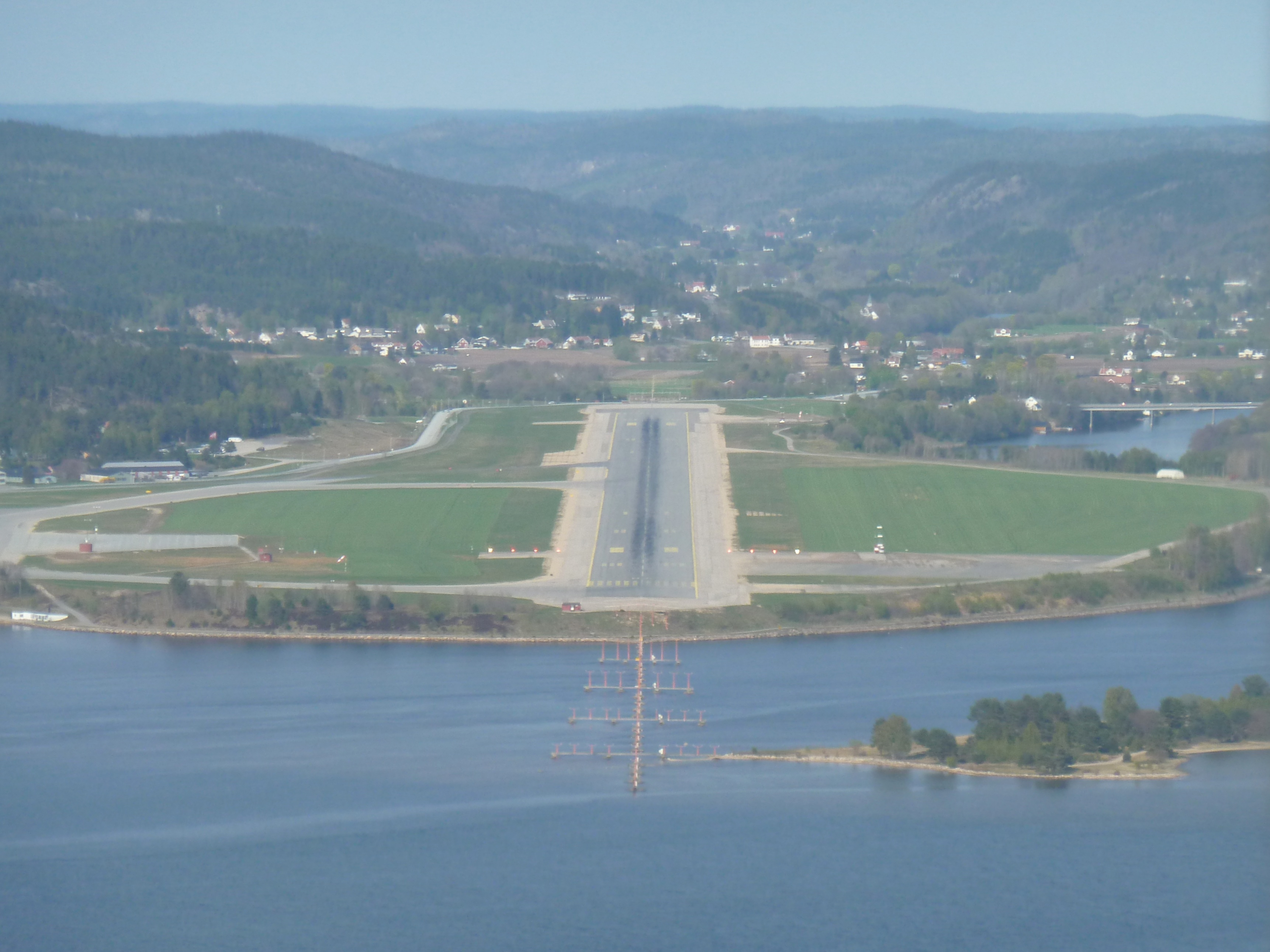
Landebahn des Flughafens Kristiansand